# Сим Чхон
Сим Чхон (англ. Shim Chung) — балет по одноимённой корейской народной повести, поставленной балетной труппой Юнивёрсал-балет. Сюжет показывает самопожертвование главной героини, Сим Чхон, основанное на её дочерней преданности, которое впоследствии оказывается вознаграждённым.

## Тема
Основной темой балета Сим Чхон является сыновняя и дочерняя почтительность, являющаяся одной из основ индуистско-конфуцианской культуры Восточной Азии, в том числе Кореи. Этические нормы и моральные устои корейского народ с его пятитысячелетней историей уходят глубоко корнями в следование традиции почитания детьми родителей, старших младшими, высших форм жизни — с формами жизни более низкого порядка. Почтительность, проявленная дочерью слепца в виде пожертвования своей жизни ради него, согласно повествованию притчи, сполна вознаграждается. Такие четко-очерченные формы вертикальной структуры общества, где разные прослойки умудряются сосуществовать во взаимоотношениях «господин-слуга», имеют место в истории Кореи, крохотного государства, стиснутого между супердержавами; именно они позволяли им выживать вплоть до сегодняшних дней, не без помощи фольклора. Примерами могут служить народные легенды, герои и сказания, такие как подвиг адмирала Ли Сунсина, легенда о дочери слепца по имени Сим Чхон, Легенда о Верной Чхунхян. Игра актёров отличается своей специфичностью в непостижимом доселе вплетении восточной традиции в произведения искусства Запада, своим хитросплетенным сюжетом и глобальностью задумки.

## История создания

### Музыка
В 1986 году музыку для балета сочинили Чхве Дон-сан (1-й и 3-й акты) и Кевин Пикард (2-й акт). В 1987 году всю музыку написал Кевин Пикард, в партнерстве с Чхве Дон-саном.

### Сценография
Авторами сценографии премьерного спектакля были кореец Ким Мён-хо и американец Мэттью Джейкобс, художник по костюмам — американка корейского происхождения Сильвия Талсон (англ. Sylvia Taalsohn). Руководил всем оформлением спектакля Пак Бо Хи, отец прима-балерины Джулии Мун.

### После-премьерное развитие
В 1986 году, нанятые Фондом Юниверсал-балета художественные руководители создали профессиональный балет Сим Чхон и сумели завоевать сердца зрителей. При его создании использовались элементы исконно корейской пластики в их первозданном виде, не конфликтующих с русской школой балета. В 1987 году балет претерпел изменения, где были добавлены некоторые декорации и дополнения к постановке вне сценария, что только укрепило драматургию. В редакции 1988 года самым большим изменением было добавление 1-й картины к первому акту (от рождения Сим Чхон до её ухода из родного дома). Благодаря этому прояснялась предыстория событий. С 1998 года балет Сим Чхон гастролирует по США и в Европе, открывая новую страницу в истории большого балета. В 2001 году «Юниверсал-балет» показывал спектакль в Калифорнии.

## Постановка

### Первое действие
Первое действие рассказывает о юных годах жизни главной героини.
В одной корейской семье в древние времена умирает мать девочки после родов, а отец вынужден был пойти на улицу и просить подаяния, поскольку был слеп. Девочку звали Сим Чхон, её мать умерла почти сразу после родов. Мимо проезжавшая знатная особа обратила внимание на милую девочку и узнав об её обстоятельствах уговорила отца девочки отдать ей на удочерение, на что он после некоторых раздумий согласился ввиду того, что был не в состоянии её растить. Но впоследствии он раскаялся за свой поступок и в один день с горечью утраты дочери пошёл на её поиски, в результате чего чуть не утонул в реке, будучи незрячим, но был спасён случайно монахом. Монах пообещал вернуть ему дочь, если он пожертвует Будде 300 мешков риса, на что он, не думая, согласился, но вскоре ужаснулся от невыполнимого обещания. Горечь стала сильнее.
Затем дочь возвращается. Акт воссоединения. Отец поведал ей о зловещей ошибке. Сим Чхон утешает его и берёт на себя ответственность по уплате долга. Она на пляже сталкивается с кучкой спорящих моряков, и протиснувшись к центру события, узнаёт, что моряки спешат на встречу с императором, но, чтобы успокоить бога моря во время бушующего шторма и спокойно выйти в плавание, моряки должны принести в жертву деву, отцу этой девы они готовы заплатить 300 мешков риса. На что Сим Чхон без промедления соглашается. Жители деревни противятся, а Сим Чхон не отступает, и придя домой, говорит ему «хорошую» новость. Только перед самым выходом в море старик догадывается, в чём дело, но назад уже хода нет.

### Второе действие
В подводном царстве Сим Чхон ожидает беспечная жизнь в окружении заботливого морского царя. Ностальгия по дому охватывает все её тело и она, не выдержав, молит морского царя отпустить его домой. Прежде тронутый её красотой и дочерней преданностью, он переносит её в гигантский цветок лотоса и течение уносит её к суше.

### Третье действие
Рыбаки из соседней страны обнаруживают огромный лотос, из которого выходит прекрасная девушка, к их изумлению. Они приводят его к королю, ожидая вознаграждение. Король влюбляется с первого взгляда, свадьба, она становится королевой. Она посылает за своим отцом, а в это время отец, подвергшийся психологическому давлению со стороны сельчан, с позором скитается со своим посохом и чашкой для подаяний. Чтобы найти исчезнувшего отца, Сим Чхон осуществляет свою идею по организации пира на три дня для слепых всей страны. На третий день, уморенный голодом нерешительный отец все-таки объявляется на пир, дочь заключает его в свои объятья, он не верит своим ушам. Зрение возвращается к отцу. счастливый конец. Занавес опускается.